# Tortula brevipes
Tortula brevipes là một loài Rêu trong họ Pottiaceae. Loài này được (Lesq.) Broth. miêu tả khoa học đầu tiên năm 1902.